# Hrad Strzelce Opolskie
Hrad Strzelce Opolskie nebo zámek Strzelce Opolskie, polsky Zamek w Strzelcach Opolskich a německy Schloss Groß Strehlitz, je hrad a později zámek/palác ve městě Strzelce Opolskie v okrese Strzelce v jižním Polsku. Geograficky se také nachází v pohoří Chełm v Opolském vojvodství a v Horním Slezsku. Objekt je památkově chráněn.

## Historie a popis

### Počátky
Historie osady/hradiště Strzelce Opolskie sahá až do přelomu 10. a 11. století. Opevněné město vzniklo pravděpodobně na konci 12. století. Na počátku 14. století se město stalo centrem Střeleckého knížectví, jehož vládcem byl Albert Střelecký (syn knížete Boleslava I. Opolského z rodu Piastovců), který se rozhodl postavit hrad na místě stávajícího zničeného hradiště. Neví se jak hrad vypadal, protože později byl zničen.

### Od renesance po současnost
V roce 1562 se stává majitelem celého města i hradu Jerzy von Redern, který se pustil do přestavby zcela zničeného hradu a v letech1562-1595 vznikl honosný renesanční zámek. K dalším změnám vzhledu bývalého hradu došlo v 17. století, kdy jej vlastnila bohatá rodina Colonnů z Felsu až do roku 1807. Dalším majitelem se stal rod Renardů. V roce 1812 získává v dědictví město a zámek hrabě, saský generál a velmi bohatý průmyslník Andrzej Maria Renard, který nechal provést velkou a nákladnou přestavbu a rozšíření v tehdejším módním neogotickém stylu. Výsledná stavba měla nepravidelný protáhlý tvar a v jejím středu se nacházel kosočtvercový dvůr obklopený dvoupatrovými křídly. Hlavní budova byla obrácena k severu a v její ose byla postavena trojlodní vstupní brána (Hradní brána Brama Zamkowa). K paláci byla přistavěna vysoká věž s výhledem do cenného zámeckého parku (Park w Strzelcach Opolskich). Během druhé světové války v roce 1945 byl zámek vypálen Rudou armádou a stal se ruinami. V současné době (rok 2024) zde probíhají rekonstrukce.

## Další informace
Hrad je stále ruinou a probíhají zde renovace a do většiny budov nelze vstoupit.

## Galerie

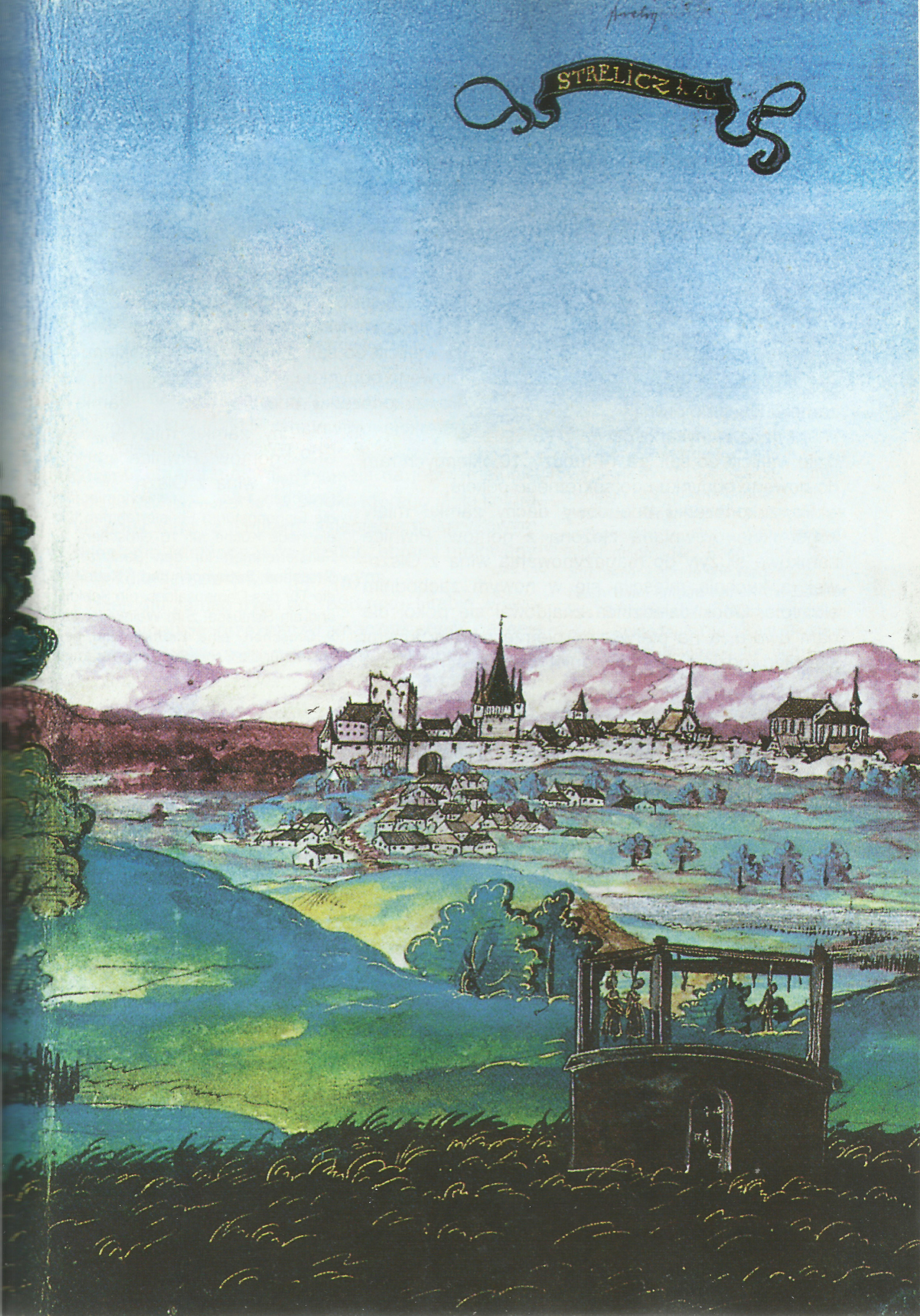
Historický snímek
Historický snímek
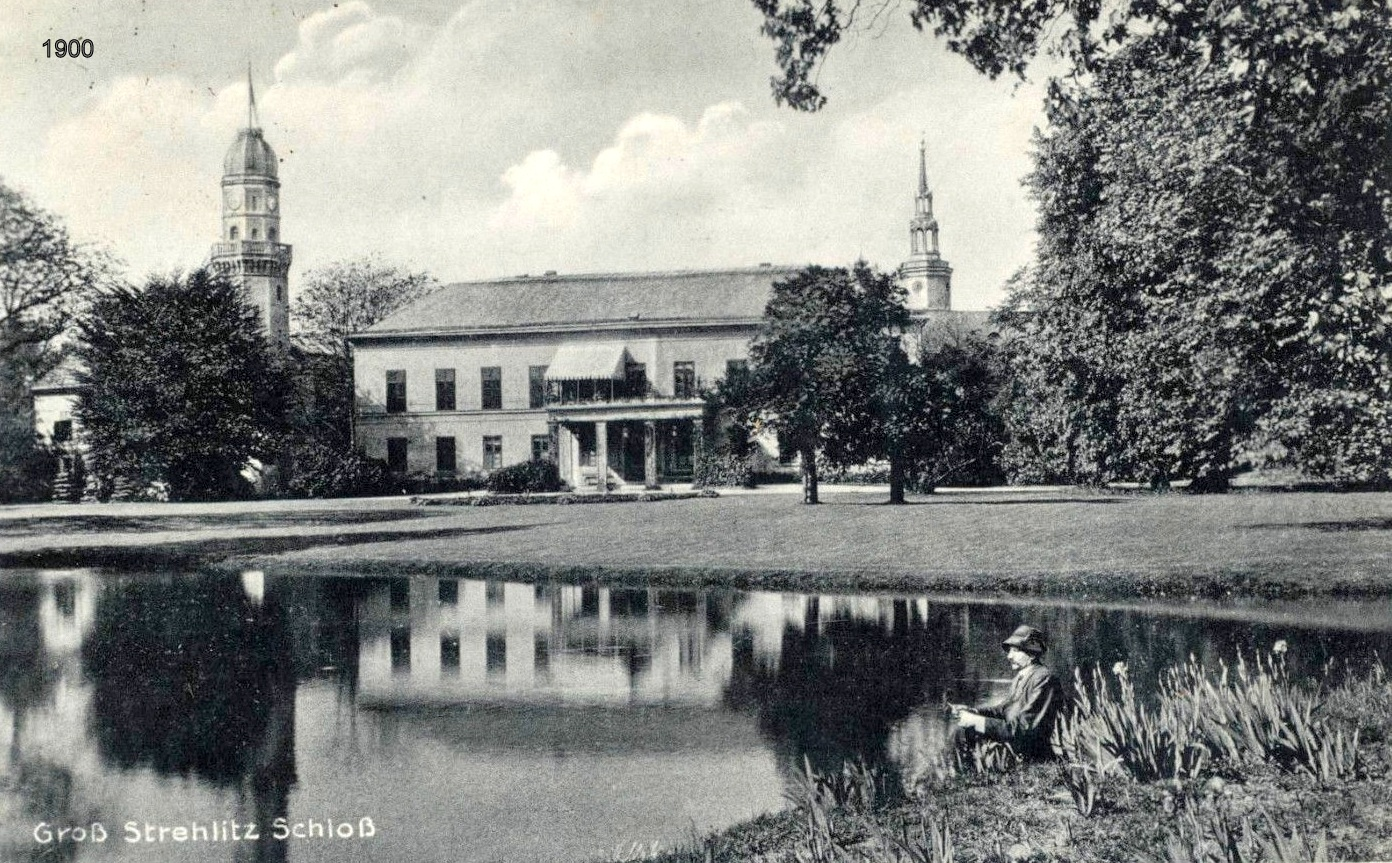
Historický snímek
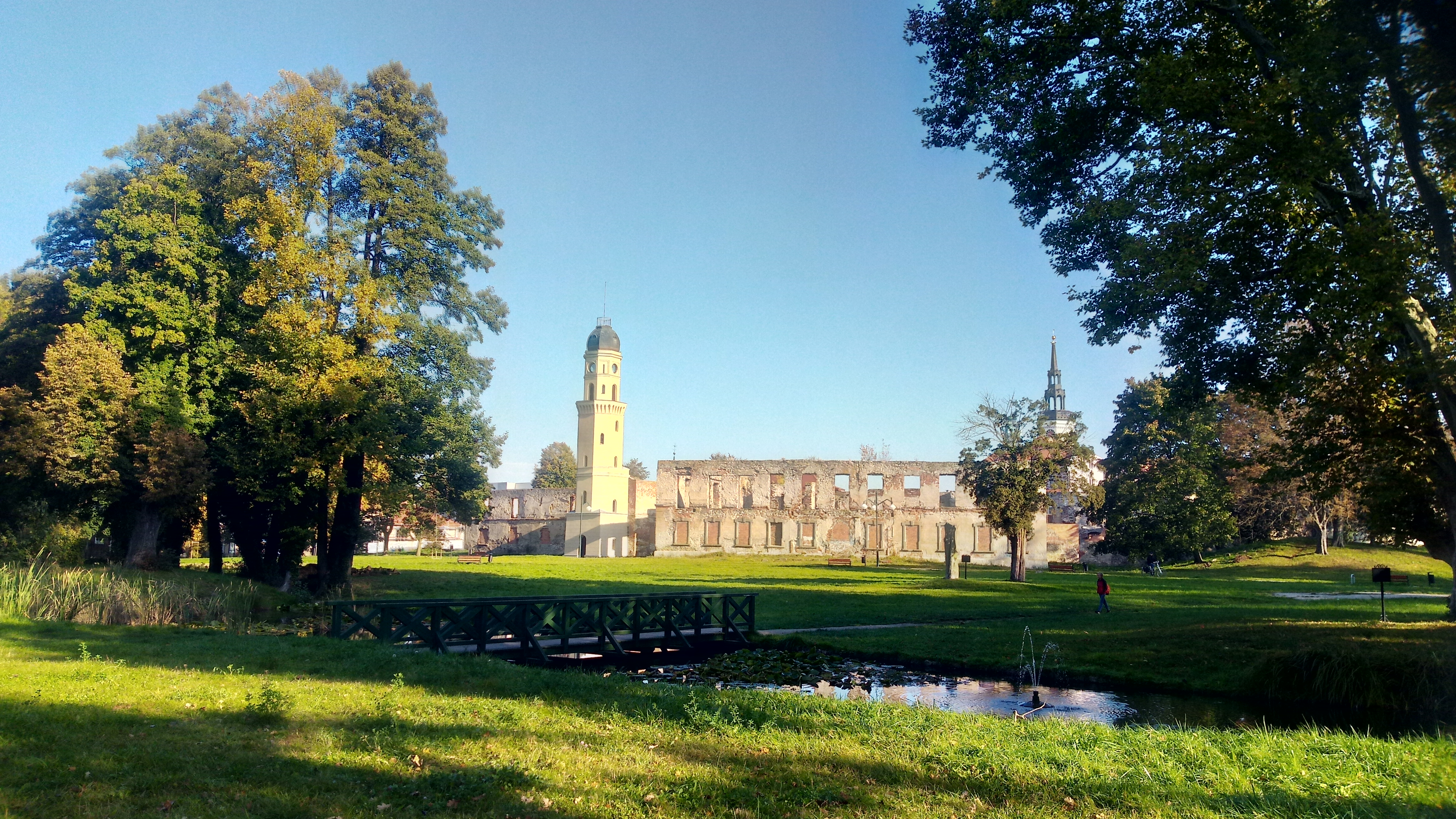
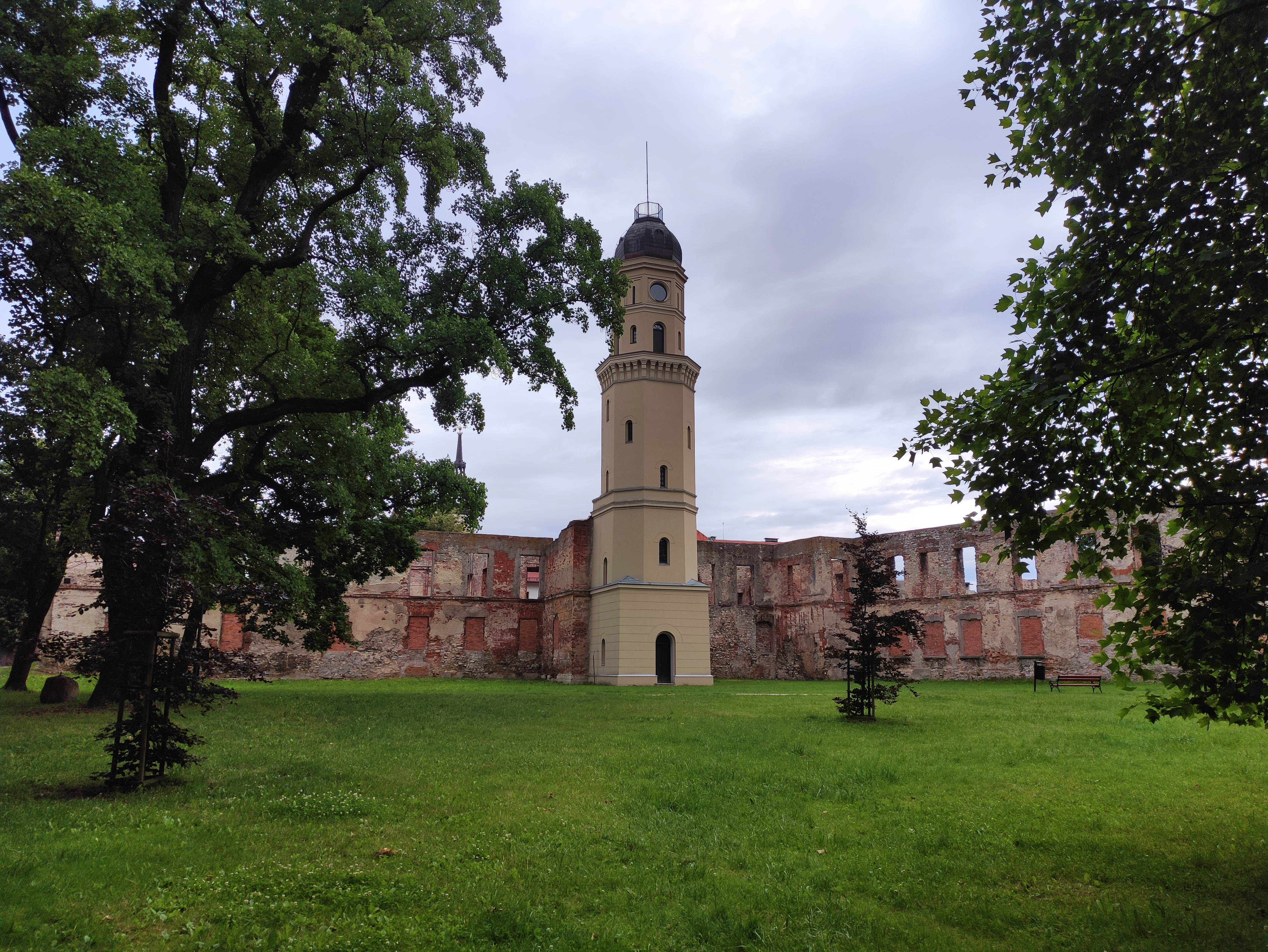
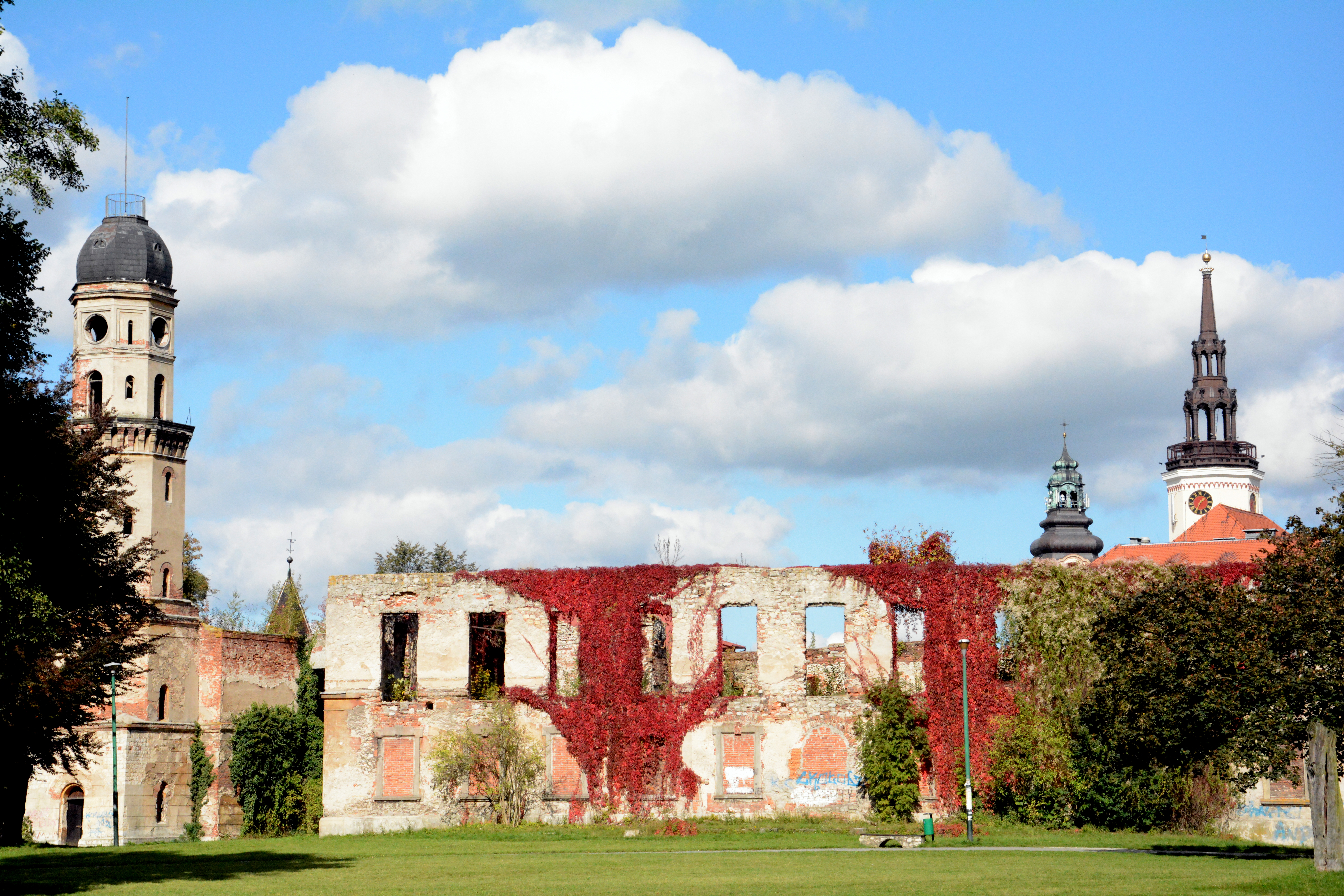
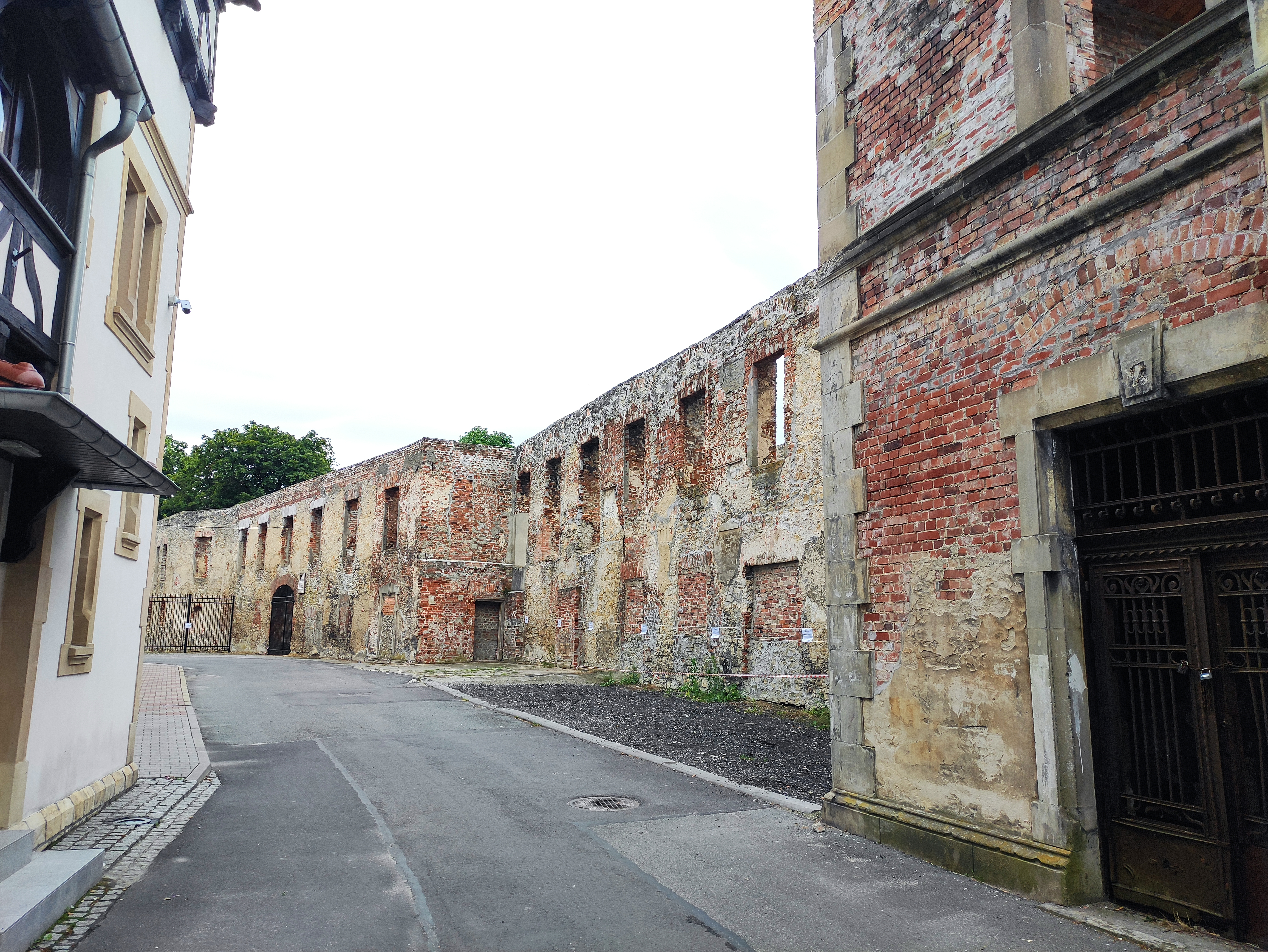
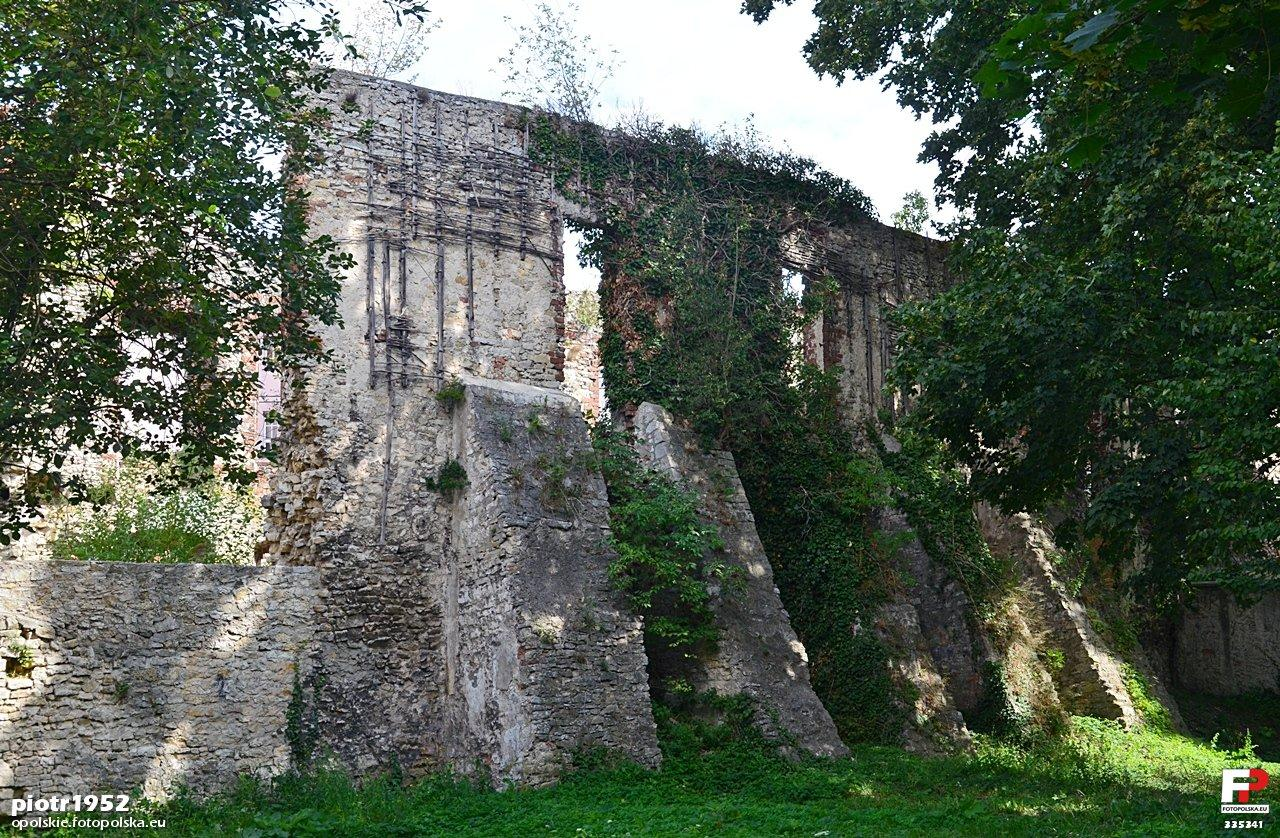
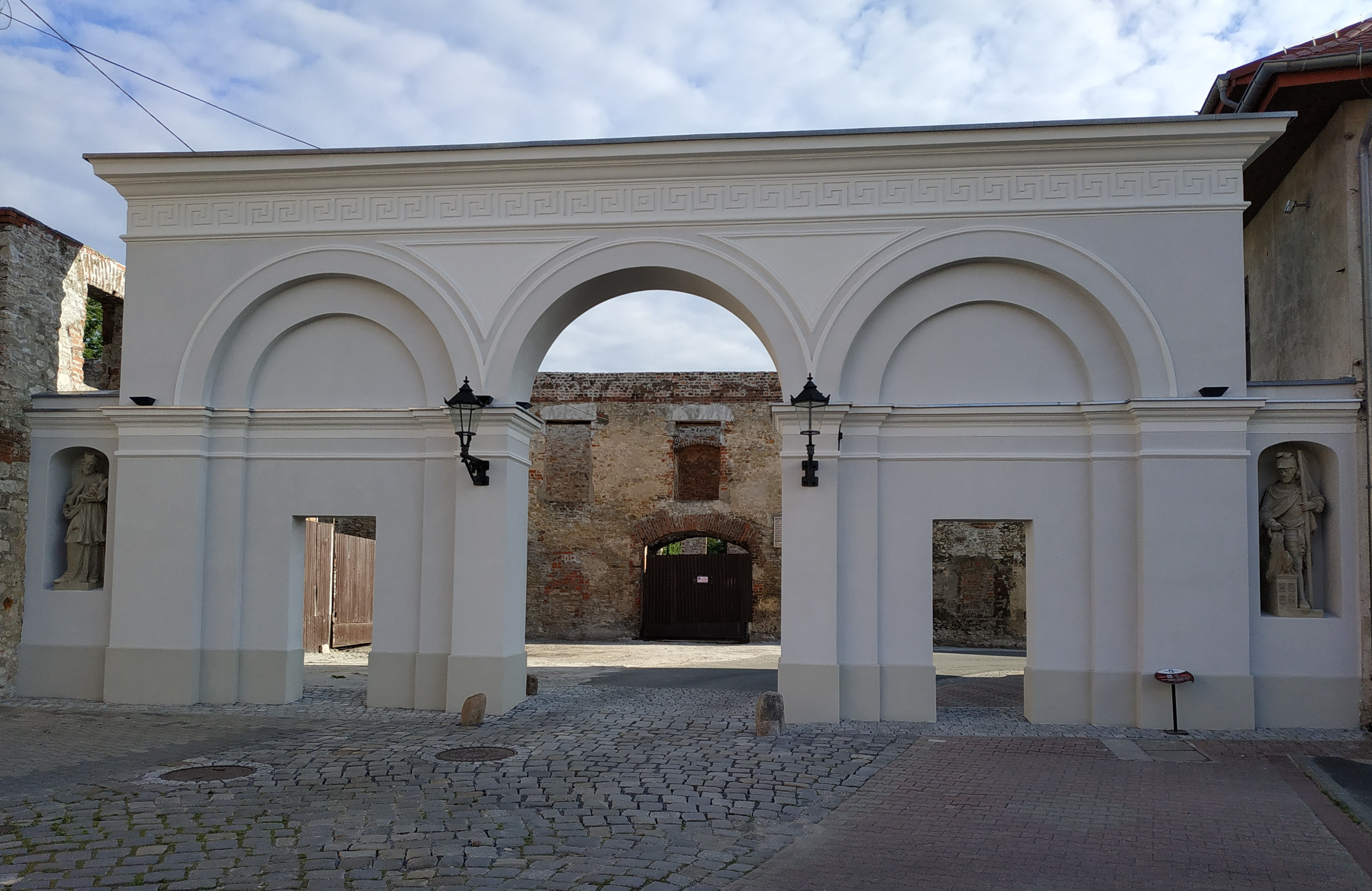
Hradní brána